# A'Lelia Walker
A'Lelia Walker (Vicksburg, 6 de junio de 1885-Long Branch, 17 de agosto de 1931), registrada al nacer como Lelia McWilliams, fue una empresaria y mecenas estadounidense. La única hija sobreviviente de Madam C. J. Walker, conocida por ser la primera mujer millonaria hecha a sí misma en los Estados Unidos y una de las primeras millonarias afroamericanas.

## Trayectoria
Walker nació como Lelia McWilliams en Vicksburg, Misisipi, en 1885, hija de Moses y Sarah McWilliams (de soltera, Breedlove). Su padre murió cuando tenía dos años. Luego se mudó con su madre a San Luis para vivir con sus tíos. Su madre se casó con John Davis en 1894 y se divorció en 1903. En 1906, se casó con Charles Joseph Walker, un vendedor de publicidad de periódicos, y se convirtió en peluquera independiente y minorista de cremas cosméticas. 
Creció en San Luis y asistió a Knoxville College en Tennessee antes de ingresar al negocio familiar, tomando el apellido Walker. Desarrolló un amor temprano por la música clásica y la ópera en parte porque el director del coro de la iglesia AME a la que ella y su madre asistían en San Luis era un organista y cantante de ópera con formación clásica. Creció en el vecindario donde Scott Joplin y otros músicos de ragtime se reunían en el Tom Turpin's Rosebud Cafe en St. Louis's Market Street.
Dirigió las operaciones de la costa este de la empresa de su madre. Su madre compró dos casas en Nueva York cerca de Lenox Avenue en Harlem, en el primer piso albergaba la Peluquería Walker y en el segundo el Lelia College of Beauty Culture, donde se enseñaba a las nuevas esteticistas para trabajar en las tiendas de la empresa. Walker se convirtió en presidenta de la empresa en 1919, tras la muerte de su madre, y permaneció en ese cargo hasta su propio fallecimiento en agosto de 1931. Inició una serie de campañas de marketing para promocionar la empresa y siguió siendo la cara de Walker Company, aunque las operaciones diarias eran supervisadas por el abogado Ransom y la gerente de la fábrica Alice Kelly desde la sede de Indianápolis.
Durante la década de 1920, Walker se sumergió en la dinámica vida social de Harlem cómo mecenas y anfitriona de algunas de las reuniones sociales más notables de la época, durante el denominado renacimiento. Período en el que también pasó cuatro meses viajando por Europa y otros lugares, visitando París, Niza, Montecarlo, Nápoles, Roma, El Cairo, Jerusalén, Yibuti, Addis Abeba y Londres. En París pasó un tiempo con la bailarina Joséphine Baker, el modisto Paul Poiret, la actriz Mistinguett y el actor Dooley Wilson. También visitó a Zauditu, la emperatriz de Etiopía.
Walker se casó tres veces: con John Robinson, un camarero de hotel, de quien se separó alrededor de 1911 y se divorció en 1914, con el Dr. Wiley Wilson en 1919 y finalmente con el Dr. James Arthur Kennedy en 1926, de quien se divorció pocos meses antes de su muerte en 1931. Algunos autores indican que era bisexual y afirman que mantuvo relaciones sentimentales con Mayme White (hija del último congresista negro del siglo XIX), la actriz de teatro Edna Thomas y con Mae Fane.
Su hija adoptiva, Fairy Mae Bryant, había nacido en noviembre de 1898 y fue adoptada en 1912. Era conocida como Mae Walker y viajaba con su abuela como modelo y asistente. En noviembre de 1923, Walker organizó una elaborada boda (que le costó unos 40.000 dólares) para el matrimonio de su hija con el Dr. Gordon Jackson. Mae, graduada del Seminario Spelman en Atlanta, se divorció de Jackson en 1926 y se casó con el abogado Marion R. Perry en septiembre de 1927.
Las ventas de Walker Company comenzaron a sufrir en 1929, con el comienzo de la Gran Depresión. Una nueva fábrica y una sede central que costó un millón de dólares, inaugurada a fines de 1927 en Indianápolis, supuso gastos adicionales y presión financiera sobre el negocio, y se vio obligada a vender una gran cantidad de valiosas obras de arte y antigüedades.
Walker murió el 17 de agosto de 1931, de una hemorragia cerebral provocada por hipertensión, la misma causa de la muerte de su madre en 1919. Estaba rodeada de amigos que viajaron hasta Long Branch, Nueva Jersey, para celebrar una fiesta de cumpleaños con langosta y champaña en medio de la Gran Depresión y Ley Seca. Fue elogiada por el reverendo Adam Clayton Powell Sr. en la funeraria de Seventh Avenue. Mary McLeod Bethune, la activista de derechos civiles, estuvo presente en el funeral. Durante el entierro, junto a la tumba de su madre en el cementerio Woodlawn, Hubert Julian voló en un avión pequeño y arrojó dalias y gladiolos sobre el lugar. Langston Hughes calificó su muerte como "El final de los tiempos alegres de la nueva era negra en Harlem".
Su hija adoptiva, Mae Walker, se convirtió en presidenta de la empresa desde 1931 hasta su muerte en 1945. En una sucesión de cuarta generación, la hija de Mae, A'Lelia Mae Perry Bundles (1928-1976) sucedió a su madre al frente de la empresa. El edificio se conoce como Madam Walker Theatre Center y es un Monumento Histórico Nacional.

### Vida social y mecenazgo
Walker contó entre sus amigos a muchos músicos afroamericanos de renombre. Durante la década de 1920, recibió a muchos músicos, actores, escritores, artistas, figuras políticas y miembros de la alta sociedad en su casa de Manhattan. El edificio había sido diseñado por Vertner Tandy, uno de los fundadores de la fraternidad Alpha Phi Alpha y el primer arquitecto negro con licencia en el estado de Nueva York. Casi desde el momento de su llegada a Harlem en 1913, sus cenas, bailes y veladas incluyeron figuras conocidas de Harlem como James Reese Europe, J. Rosamand Johnson, Bert Williams y Florence Mills, así como miembros del Renacimiento de Harlem como Langston Hughes, Countee Cullen y Carl van Vechten. La música desde música clásica y ragtime hasta jazz y blues era una característica habitual con el entretenimiento proporcionado por sus amigos músicos. Según NPR :
Proporcionaron un entorno seguro y acogedor para las personas queer en un momento en que había pocas opciones sociales disponibles. Si bien ella no era conocida públicamente por ser lesbiana o bisexual, las fiestas de Walker eran lugares donde cualquiera podía expresar su sexualidad como quisiera.
Mabel Hampton, la activista lesbiana estadounidense, asistió a algunas de las fiestas de Walker, que a veces duraban varios días, en las que según ella pudo ver a algunos asistentes desnudos o manteniendo relaciones sexuales abiertamente.
En octubre de 1927, convirtió un piso de la casa en The Dark Tower, un salón cultural que se volvió legendario como uno de los lugares de reunión de la época, un lugar donde los artistas de Harlem socializaban con sus contrapartes de Greenwich Village. El diseño interior se lo encargó al diseñador austriaco Paul Frankl. 
También organizaba eventos sociales en su pied-à-terre ubicado en Harlem; y en Villa Lewaro, su casa de campo ubicada en Irvington, una mansión de estilo italiano que había construido para su madre entre 1916 y 1918, diseñada por Tandy. Villa Lewaro recibió su nombre por Lelia Walker Robinson, después de que el tenor italiano Enrico Caruso le dijera que le recordaba a las casas de su país natal.
Walker también fundó el Harlem Debutantes Club. Apoyó el trabajo misionero local entre las mujeres bautistas en la ciudad de Nueva York. Asistió a una iglesia bautista y sirvió en varios comités, hablando ocasionalmente en eventos profesionales y días de la mujer.

## En la cultura popular
Sterling Houston y Lary Neal escribieron A'Lelia, un musical sobre Walker.
La actriz Tiffany Haddish interpretó a Walker en la miniserie de Netflix: Madam C. J. Walker: Una mujer hecha a sí misma, que se estrenó el 20 de marzo de 2020.